# دیوید هانتر
دیوید هانتر (انگلیسی: David Hunter; ۲۱ ژوئیهٔ ۱۸۰۲ – ۲ فوریهٔ ۱۸۸۶) فرد نظامی اهل ایالات متحده آمریکا بود.